# Storfjell
Storfjell est une localité du comté de Nordland, en Norvège.

## Géographie
Administrativement, Storfjell fait partie de la kommune de Vågan.